# Варнецкий, Януш
Януш Варнецкий (пол. Janusz Warnecki, настоящие имя и фамилия — Ян Козловский (Jan Kozłowski); 2 июля 1895, Варшава — 4 февраля 1970, там же) — польский актер и режиссёр, театральный деятель. Педагог, профессор Государственной высшей театральной школы (с 1957).
Лауреат Государственной премии ПНР 2-й степени (1952).

## Биография
Дебютировал на театральной сцене в 1914 году. До 1939 года — актер и режиссёр театров Кракова, Львова, Лодзи, Варшавы.
Во время немецкой оккупации Варшавы, сотрудничал с подпольным Государственным институтом театрального искусства. В 1945—1948 годах играл в «Старом театре» Кракова. В 1946—1947 совместно с Ю. Тувимом организовал Музыкальный театр польской армии в Варшаве, которым руководил до 1947 года.
С 1948 года — актер и режиссёр театра «Польскего», художественный руководитель театра «Новый» в Варшаве.
С 1950 снимался в кино.
С 1957 профессор театральной академии в Варшаве и директор театра «Польского радио» (до 1961).

## Творчество
Наиболее важными из его работ театральные роли:
- Хиггинс в «Пигмалионе» Б. Шоу (1945)
- Рембрандт в пьесе Р. Брандштеттера «Возвращение блудного сына» (режиссёрская работа, 1947)
- «Дамы и гусары» Фредро (1951)
- Альцест в пьесе «Мизантроп» Мольера (1954)

## Роли в кино
- 1950 — Варшавская премьера / Warszawska premiera — профессор
- 1953 — Солдат Победы / Zolnierz zwyciestwa
- 1964 — Мастер / Mistrz — Мастер
- 1966 — В логове обречённых / Zejście do piekła — Мартин

## Режиссёрские работы в кино
- 1928 — Наследник миллионов / Milionowy spadkobierca
- 1932 — Княгиня Лович / Księżna Łowicka
- 1933 — Каждый может любить / Każdemu wolno kochać

Автор книги «Мой самый длинный монолог» (Najdłuższy mój monolog (1971).